# M30 (astronomia)
M 30 (noto anche come Messier 30 o NGC 7099) è un ammasso globulare situato nella costellazione del Capricorno.

## Osservazione

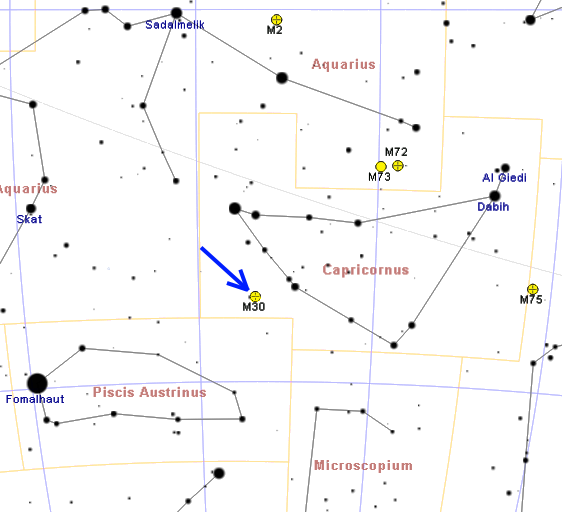
Mappa per individuare M30.

M30 si individua nella parte sud-orientale della costellazione, a circa 3,5° ad est dalla stella ζ Capricorni, un astro di quarta magnitudine; può essere individuato con facilità anche con un binocolo 10x50 in buone condizioni atmosferiche, ma il suo aspetto resta circolare e nebuloso, dato che le sue stelle non sono risolvibili. Un telescopio da 114mm e un buon ingrandimento permette di intravedere qualche astro, che diventano diverse decine con uno strumento da 200mm.
M30 può essere osservato con discreta facilità da tutte le aree popolate della Terra, grazie al fatto che è situata a una declinazione non eccessivamente australe: soltanto in alcune aree del Nord Europa e del Canada, nei pressi del circolo polare artico, la sua visibilità risulta difficoltosa (oltre diventa impossibile scorgerlo), mentre nell'Europa centrale appare piuttosto basso sull'orizzonte; dall'emisfero sud l'ammasso è ben visibile alto nelle notti dell'inverno australe e nella sua fascia tropicale può vedersi perfettamente allo zenit. Il periodo migliore per la sua osservazione nel cielo serale è quello compreso fra luglio e novembre.

## Storia delle osservazioni
M30 è stato scoperto da Charles Messier nel 1764 che lo descrive così: "Nebulosa scoperta vicino a 41 Capricorni. Vista con difficoltà nel telescopio da 3 piedi e mezzo. Rotonda, non contiene stelle...". William Herschel fu il primo a risolverlo in stelle nel 1783 ed a classificarlo come ammasso globulare. L'ammiraglio Smyth lo descrive come un oggetto debole e pallidamente bianco, con aspetto ellittico e con concatenazioni di stelle verso nord.

## Caratteristiche
Questo denso ammasso si trova a circa 26.000 anni luce dalla Terra ed ha un diametro di circa 76 anni luce; l'ammasso si sta avvicinando ad una velocità di 182 km/s. Il nucleo di quest'ammasso ha una popolazione stellare estremamente densa ed è in fase di collasso, come è successo anche in un'altra ventina di ammassi globulari della nostra Galassia, fra i quali M15, M62 ed M70.
Al suo interno sono state osservate una dozzina di stelle variabili. La più brillante è una gigante rossa di magnitudine 12.1; la magnitudine media delle sue 25 stelle più luminose è invece pari a 14,63.

### Libri
- (EN) Stephen James O'Meara, Deep Sky Companions: The Messier Objects, Cambridge University Press, 1998, ISBN 0-521-55332-6.

### Carte celesti
- Toshimi Taki, Taki's 8.5 Magnitude Star Atlas, su geocities.jp, 2005. URL consultato il 7 novembre 2010 (archiviato dall'url originale il 5 novembre 2018). - Atlante celeste liberamente scaricabile in formato PDF.
- Tirion, Rappaport, Lovi, Uranometria 2000.0 - Volume II - The Southern Hemisphere to +6°, Richmond, Virginia, USA, Willmann-Bell, inc., 1987, ISBN 0-943396-15-8.
- Tirion, Sinnott, Sky Atlas 2000.0 - Second Edition, Cambridge, USA, Cambridge University Press, 1998, ISBN 0-933346-90-5.
- Tirion, The Cambridge Star Atlas 2000.0, 3ª ed., Cambridge, USA, Cambridge University Press, 2001, ISBN 0-521-80084-6.